# Maschito
Maschito (på arberesjiska Mashqiti) är en stad och kommun i provinsen Potenza i regionen Basilicata i Italien. Kommunen hade 1 621 invånare (2017) och gränsar till kommunerna Forenza, Ginestra, Palazzo San Gervasio och Venosa.
Staden grundades 1467 av arberesjiska krigsveteraner i Skanderbegs armé. En väg i Maschito är döpt efter honom. Det språk som talas av invånarna är arberesjiska och italienska.